# Dworianie

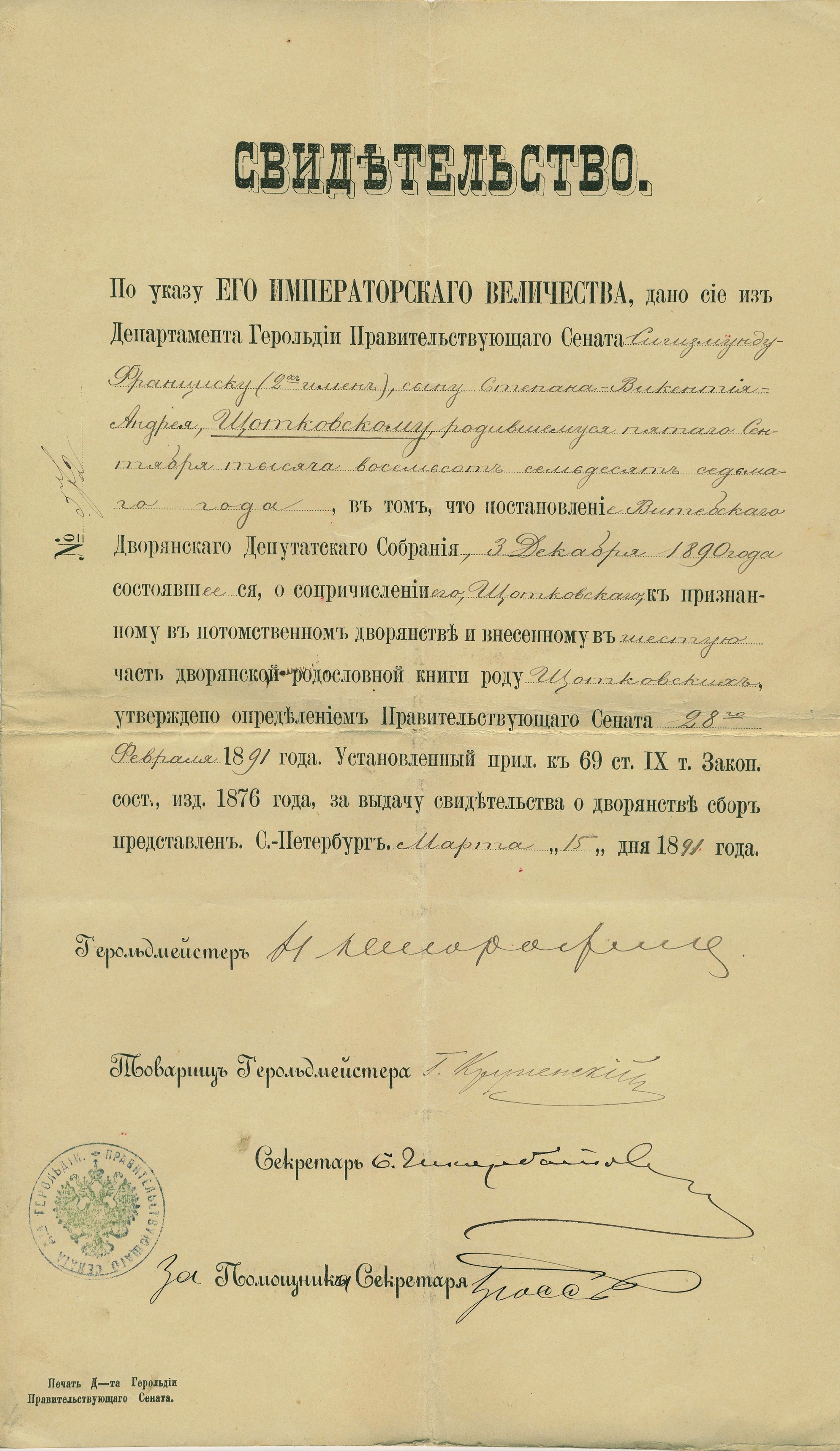
Zaświadczenie o wpisaniu polskiego szlachcica, Zygmunta Franciszka Szczotkowskiego do VI grupy dworianstwa; 1891

Dworianie (dworianstwo) – początkowo słudzy dworu Wielkiego Księstwa Moskiewskiego oraz dworów bojarskich, potem określenie na średnią szlachtę rosyjską.
Hierarchię wewnątrz dworiaństwa regulowało miestniczestwo, dopiero reformy imperatora Piotra I narzuciły jej obowiązek służby wojskowej lub cywilnej.
Ukaz imperatorowej Katarzyny II zniósł obowiązek służby państwowej, nadał dworiaństwu samorząd i heroldię (także Heroldię Królestwa Polskiego) oraz wprowadził podział na grupy. Najwyższa – VI grupa obejmowała szlachtę rodową (w tym również wylegitymowaną szlachtę polską z zaboru rosyjskiego zapisywaną w księgach rodów szlacheckich). 
Tytuły i ostatnie przywileje szlachty zniesiono w 1917 w związku z rewolucją październikową.